# Broccoli
Broccoli (Brassica oleracea var. italica) er en grøntsag, der har vundet stor popularitet i Danmark i de senere år, blandt andet på grund af dens store vitaminindhold. Broccoli er tidligere kendt som aspargeskål.

## Beskrivelse
Broccoli er en kultivar af arten Brassica oleracea, der bl.a. også omfatter grønkål, kålrabi, blomkål og rosenkål. Den hører til korsblomst-familien (tidligere Cruciferae nu Brassicaceae), og vokser vildt i middelhavsområdet. Broccoli er kendt i mere end 2000 år i Italien, hvor den også er blevet forædlet. I Italien kan kålen overvintre pga. klimaet. I Danmark blev den først tilgængeligt for køb i 1957 og indtil 1980erne kun som frossen grønsag.

## Etymologi
Ordet "broccoli" stammer fra latin brachium og italiensk brocco, som betyder arm eller gren. Det henviser formentlig til plantens opbygning med hvad der kan minde om en "stamme" og nogle "grene", som er dem man spiser.

## Indholdsstoffer
Grøntsager af Korsblomst-familien som kål, broccoli og radise indeholder glucosinolater, der har en svag hæmmende virkning på skjoldbruskkirtelen, og dermed kan være medvirkende til udvikling af struma. Undersøgelser har dog ikke vist nogen negativ effekt ved normale mængder (150 g om dagen). 
De samme grøntsager menes at virke forebyggende på nogle kræftformer på grund af indholdet af glucoraphan, et andet glucosinolat der er forstadiet til sulforaphan, som er det lavmolekylære  cancerhæmmende  stof. Sulforaphans cancerhæmmende effekt skyldes en molekylær hæmning af enzymet histon deacetylase.
- Broccoli skåret i mindre buketter